# Agostino Franciotti
 (Lucca, 1630 – Aquisgrana, luglio 1670) è stato un arcivescovo cattolico italiano, nunzio apostolico a Colonia e arcivescovo titolare di Trebisonda.

## Biografia
Agostino Franciotti nacque a Lucca nel 1630. Il 4 maggio 1654 fu nominato durante il pontificato di papa Innocenzo X, arcivescovo titolare di Trebisonda. Il 10 maggio 1654 fu consacrato vescovo da Marcantonio Franciotti, cardinale presbitero di Santa Maria della Pace. Il 10 luglio 1666 fu nominato da papa Alessandro VII nunzio apostolico a Colonia, incarico che mantenne fino alla sua morte nel luglio del 1670. Fu vice-legato pontificio ad Avignone, ed ebbe un ruolo chiave nella pace di Aquisgrana.

## Genealogia episcopale
La genealogia episcopale è:
- Cardinale Guillaume d'Estouteville, O.S.B.Clun.
- Papa Sisto IV
- Papa Giulio II
- Cardinale Raffaele Riario
- Papa Leone X
- Papa Paolo III
- Cardinale Francesco Pisani
- Cardinale Alfonso Gesualdo
- Papa Clemente VIII
- Cardinale Pietro Aldobrandini
- Cardinale Laudivio Zacchia
- Cardinale Antonio Barberini, O.F.M.Cap.
- Cardinale Marcantonio Franciotti
- Arcivescovo Agostino Franciotti